# Madeleine Pelletier

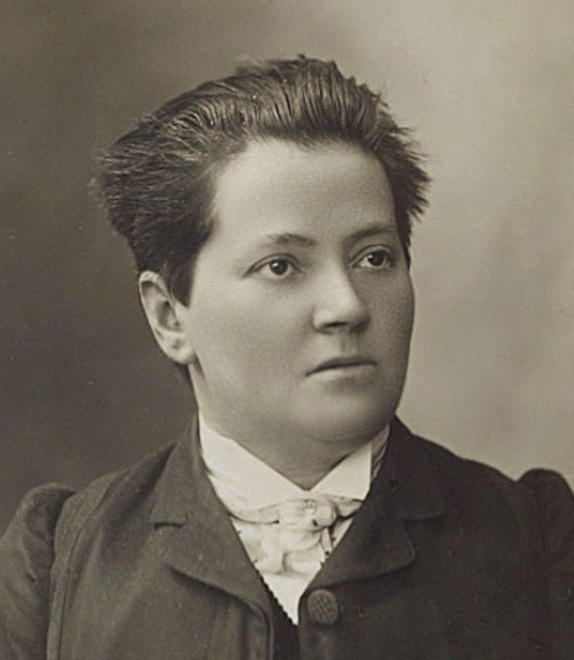
Madeleine Pelletier

Madeleine Pelletier (* 18. Mai 1874 in Paris; † 19. Dezember 1939 in Épinay-sur-Orge) war eine französische Ärztin und Psychiaterin. Sie gilt als eine der einflussreichsten französischen Feministinnen und Sozialistinnen vor Simone de Beauvoir.

## Leben und Wirken

### Kindheit und Jugend
Pelletier wuchs in Paris auf, wo ihre Mutter Anne Palassy aus der Auvergne und ihr Vater Louis Pelletier aus dem Département Deux-Sèvres sich zum ersten Mal begegnet waren. Ihr Vater hatte Arbeit als Droschkenkutscher gefunden, ihre Mutter arbeitete als Hausangestellte. Nachdem 1865 ein drittes Kind geboren worden war, machten sich die Eltern als Früchte- und Gemüsehändler selbstständig. Die Geschäfte liefen schlecht, zudem war ihr Vater nach einem Unfall 1878 schwer gelähmt und auf Pflege angewiesen. Pelletiers Mutter war insgesamt 12-mal schwanger, doch nur zwei Kinder überlebten. Sie ließ den Haushalt zunehmend verwahrlosen und zeigte sich ihren Kindern gegenüber gefühlskalt. Innerlich flüchtete sie sich in Frömmigkeit und eine royalistische Einstellung, was sie in der republikanisch und antiklerikal geprägten Nachbarschaft rund um die Pariser Markthallen zudem isolierte. Dies alles entfremdete Madeleine ihrer Mutter.
Madeleine Pelletier brach mit 11 Jahren den Schulbesuch ab, verfolgte jedoch auch danach das Ziel, durch Bildung ihrem Milieu zu entfliehen. Sie absolvierte auf sich allein gestellt das Brevet supérieur und schließlich 1897 als freie Kandidatin das Baccalauréat in Philosophie mit Auszeichnung (mention très bien).

### Studium und Beginn der Tätigkeit als Medizinerin
An der Pariser École d’anthropologie studierte sie mit Charles Letourneau und Léonce Manouvrier das Verhältnis von Schädelgröße und Intelligenz nach Paul Broca. Dessen Vorstellung, die Schädelgröße des Menschen stelle ein Maß der Intelligenz dar, und demzufolge seien Frauen Männern generell intellektuell unterlegen, griff sie später an und verließ die Anthropologie.
Ab 1898 studierte sie Medizin und wurde 1904 als erste Frau in Frankreich Medizinalassistentin (Interne) in der Psychiatrie. Dies war auch deshalb besonders schwierig zu erreichen, weil hierfür in der Psychiatrie der Vollbesitz der Bürgerrechte verlangt wurde, die wiederum den Frauen verwehrt waren. Sie erreichte den Zugang schließlich mit Unterstützung der von der Frauenrechtlerin Marguerite Durand (1864–1936) gegründeten Zeitschrift La Fronde. Die anschließende Etappe einer Stelle als Assistenzarzt war ebenfalls Männern vorbehalten. Pelletier erwirkte zwar auch hier eine Ausnahmegenehmigung, scheiterte jedoch an Überlastung. So zerschlugen sich ihre Hoffnungen auf eine wissenschaftliche Karriere, und sie musste sich mit der Stelle einer Vertretungsärztin der Postverwaltung (Médecin remplaçant des PTT) begnügen. In dieser Funktion war sie in den Armenvierteln tätig. Das Elend, dem sie dort begegnete, bestärkte sie in ihren politischen Überzeugungen, insbesondere auch in der Forderung nach sexueller Aufklärung und Legalisierung des Schwangerschaftsabbruchs, wozu sie bereits 1911 publizierte.

### Politisches Engagement
Zeitlebens Aktivistin in der Frauenbewegung, stand sie schon in ihrer frühen Jugend in Kontakt zu feministischen und anarchistischen Gruppen. 1906 wurde sie Sekretärin von La Solidarité des femmes und etablierte diese als eine der radikalsten feministischen Organisationen ihrer Zeit. 1908 vertrat sie sie auf den Demonstrationen für das Frauenwahlrecht im Hyde Park. Sie gab deren Zeitschrift La suffragiste heraus. In dieser Zeit war sie auch an der Französischen Sektion der Arbeiter-Internationale (SFIO) beteiligt, gehörte in der Folge bis zum Ausbruch des Weltkrieges deren Leitungsgremium an und vertrat die SFIO wiederholt auf internationalen Sozialistenkongressen. 1904 unterbrach sie ein Bankett zur Einhundertjahrfeier des Code civil, und sowohl sie als auch Hubertine Auclert demonstrierten 1908 vor Wahllokalen. Doch ihre militante Taktik hatte weder bei ihren Mitstreiterinnen noch in der Öffentlichkeit Erfolg.
Schließlich verließ sie die SFIO und trat 1920 der Kommunistischen Partei bei. 1921 bereiste sie Sowjetrussland.
Zudem war sie seit 1904 Freimaurerin in der gemischt-geschlechtlichen Loge La Nouvelle Jérusalem. Sie stand dem Neo-Malthusianismus (siehe: Thomas Robert Malthus) nahe, schrieb für Le Néo-Malthusian und propagierte Geburtenkontrolle und das Recht auf Schwangerschaftsabbruch.

### Haltung zur Weiblichkeit
Um zur Überwindung geschlechtsbedingter Diskriminierung und der ihr zugrunde liegenden bürgerlichen Moralvorstellungen sowie der tradierten Geschlechterordnung beizutragen, ging Madeleine Pelletier im Erwachsenenalter so weit, sich häufig als Mann zu kleiden – mit Hosen, Gehrock, Melone und Spazierstock. Ebenso grenzte sie sich von gemäßigteren Frauenrechtlerinnen, die eine für die Zeit konventionelle weibliche Erscheinung pflegten, ab. Sie pflegte auch keinerlei Liebesbeziehungen oder Partnerschaft. Durch ihre Erscheinung wurde sie häufig das Ziel von Hohn und Spott in der Presse.

### Verurteilung und Tod
Nachdem sie bereits zuvor einmal beschuldigt worden war, Abtreibungen durchgeführt zu haben, wurde Madeleine Pelletier 1939 wegen der Durchführung eines Schwangerschaftsabbruchs verurteilt. Gemeinsam mit zwei anderen Frauen hatte sie den Eingriff bei einer jungen Frau vorgenommen, die von ihrem eigenen Bruder schwanger geworden war. Die Hilfe der „Komplizinnen“ hatte Pelletier in Anspruch nehmen müssen, weil sie die Operation wegen der Folgen eines Schlaganfalls nicht mehr alleine vornehmen konnte. Nach der Untersuchung durch einen Psychiater wurde sie als nicht schuldfähig beurteilt und in der Psychiatrie interniert. Nach ihrem Tod noch in demselben Jahr wurde sie im Gemeinschaftsgrab der Psychiatrieklinik von Perray-Vaucluse beerdigt.

## Schriften (Auswahl)
- La femme en lutte pour ses droits, 1908
- Idéologie d'hier: Dieu, la morale, la patrie, 1910
- L'émancipation sexuelle de la femme, 1911
- Le Droit à l'avortement, 1913
- L'éducation féministe des filles, 1914
- Mon voyage aventureux en Russie communiste, 1922 (zuerst Ende 1921 in La Voix de la Femme)
- La femme vierge (Autobiographie), 1933